# Haebangchon
Haebangchon (Hangul: 해방촌; Hanja: 解放 村) (Haebang - có nghĩa là: tự do hoặc giải phóng, và Chon - nghĩa là: làng) là một khu dân cư ở Yongsan-gu, Seoul, Hàn Quốc. Đây là một trong những khu dân cư cổ nhất ở trung tâm Seoul, còn được gọi là khu dân cư dưới chân Namsan (남산자락). Haebangchon gần với Itaewon và cơ sở đồn trú Yongsan của Quân đội Hoa Kỳ khiến nơi đây trở nên phổ biến đối với người nước ngoài và gia đình quân nhân. Trong những năm gần đây, khu vực này trở thành thiên đường cho những người từ nhiều quốc gia nói tiếng Anh, là nơi sinh sống của người Hàn Quốc, cũng như người Mỹ, Canada, Philippines, Úc, New Zealand, Anh, Nigeria, Ecuador và Nga. Nhiều doanh nghiệp ở Haebangchon thuộc sở hữu nước ngoài và tạo ra một hương vị riêng biệt không tìm thấy ở nơi nào khác ở Seoul.
Gần đây, Haebangchon đã trở thành khu vực 'mới' ở Yongsan để mở hoặc thành lập một doanh nghiệp mới. Nó trở thành một trong những địa điểm nóng bỏng ở Seoul nằm cạnh Itaewon và Gyeongnidan-gil (ngay bên kia đường từ Haebangchon). Trên những con hẻm cũ lên đến Namsan, các quán cà phê, nhà hàng, quán rượu, studio và tiệm bánh đang chiếm lĩnh. Nó được biết đến với bầu không khí độc đáo của quá khứ và hiện tại tồn tại song song, Hàn Quốc và nước ngoài. Lễ hội Âm nhạc HBC là thành phần chính trong việc thu hút mọi người và doanh nghiệp mới đến khu vực Haebangchon.

## Lịch sử
Ban đầu nó là nơi mà sư đoàn 20 của quân đội Nhật Bản đã sử dụng làm trường bắn. Năm 1945, sau ngày giải phóng, một văn phòng chính phủ của quân đội Hoa Kỳ đã tiếp quản nơi này. Tuy nhiên, sự kiểm soát của nó đã không vươn ra khu vực và nó đã bị những người tị nạn từ miền Bắc tiếp quản và đưa đồng hương trở về (귀환동포). Đó là sự khởi đầu đầu tiên của thị trấn tồi tàn (판자촌). Nó được biết đến là khu phố dành cho những người trở về giải phóng nhưng đã mất quê hương.

## Địa lý
Heabangchon là một ngôi làng nhỏ ở Yongsan-gu, nằm dưới núi Namsan và phía nam tháp Namsan ở trung tâm Seoul. Có thể đến đây bằng giao thông công cộng vì nằm gần ga Noksapyeong của tàu điện ngầm Seoul tuyến 6. Về địa chỉ, hầu hết khu vực Yongsan-2-ga và một phần của Yongsan-1-ga được bao gồm.

## Văn hóa
Haebangchon là một trong những địa điểm đa văn hóa ở Seoul phù hợp với Itaewon và Gyeongnidan-gil. Theo thống kê năm 2013; 1.065 trong số 12.648 cư dân của Yongsan-2-ga là người nước ngoài. Điều này cũng có thể được nhìn thấy trong và xung quanh khu vực Sinheung-Ro. Các studio, không gian nghệ thuật và các loại thực phẩm được bày bán từ nhiều quốc gia nằm dọc các con đường chính, và một vài cửa hàng mới xuất hiện trong nhiều khu dân cư nhỏ hơn. Có sự hội tụ giữa nơi ở và không gian thương mại trong Haebangchon, tuy nhiên các tòa nhà luôn có tầng một là bãi đậu xe hoặc không gian kinh doanh trong nhiều năm tại đây. Gần đây nhất (năm 2018), Minerva Schools at KGI đã mở một khuôn viên ở Haebangchon mang theo khoảng 200 sinh viên quốc tế đến sinh sống trong khu vực từ tháng 9 đến tháng 12.

## Địa điểm thu hút

### Làng Nghệ thuật
Gần đây Văn phòng Yongsan-gu và người dân hoàn thành Dự án Làng nghệ thuật. Vì vậy, những con hẻm cũ đã được trang trí bằng tranh tường và tác phẩm nghệ thuật.

### Cầu thang 108
Có một ngọn đồi dốc với 108 bậc thang, được gọi là cầu thang Thiên đường 108 (108 하늘계단). Nó được xây dựng từ thời thuộc địa Nhật Bản để đi đến ngôi đền một cách dễ dàng. Sau khi giành độc lập từ Nhật Bản, ngôi đền đã bị phá hủy nhưng cầu thang vẫn còn và từng được sử dụng làm nơi chụp hình cho bộ phim Something Happened in Bali.

### Ngã năm Haebangchon
Ở đây có chợ Sinheung (신흥시장). Khoảng 25 năm trước, chợ thường đông đúc; tuy nhiên, ngày nay chỉ còn ba hoặc bốn cửa hàng.

### Lễ hội Âm nhạc Hae Bang Chon
Lễ hội âm nhạc Hae Bang Chon (HBC) là lễ hội âm nhạc độc lập ra mắt tại Seoul đã được tổ chức tại Khu vực Yongsan từ năm 2006. Bắt đầu bởi nhạc Lance Reegan-Diehl và DEELEEBOB cùng với James Gaynor. Các điểm tham quan âm nhạc và mọi người từ mọi miền của Hàn Quốc cùng thế giới, đến để khám phá tài năng nhạc sống của các nghệ sĩ âm nhạc độc lập từ mọi nơi trên trái đất và mọi tầng lớp xã hội. Nhạc sống được tạo ra bởi các chuyên gia, nghệ sĩ nghiệp dư, người sắp trở thành nghệ sĩ, người chuyên nghiệp cũ tại nơi biểu diễn mở ở địa phương. Lễ hội HBC tổ chức hai lần trong một năm gồm Lễ hội Âm nhạc Tháng Năm HaeBangChon và Lễ hội Âm nhạc Mùa thu.